# Mamma Mia (Lied)
Mamma Mia ist ein Popsong der schwedischen Band ABBA. Er erschien im April 1975 auf dem dritten Album der Gruppe, das ebenfalls den Titel ABBA trägt. Die Lead Vocals wurden von Anni-Frid Lyngstad und Agnetha Fältskog übernommen. Den Text schrieb Stig Anderson; Benny Andersson und Björn Ulvaeus komponierten die Musik.
Im September 1975 wurde Mamma Mia in Australien und danach weltweit als Single ausgekoppelt. Diese ist in der Diskografie der Gruppe insofern von großer Bedeutung, als es ABBA damit gelang, nach einer längeren erfolglosen Phase wieder international den 1. Platz der Single-Charts zu belegen.
Der Titel „Mamma Mia“ („meine Mama“) bezieht sich auf die bekannte italienische Redewendung, die umgangssprachlich als Ausruf der Überraschung, Freude oder Schockierung im Sinne von „Meine Güte!“ gebraucht wird. Der Text handelt von einer Frau, die immer wieder von ihrem untreuen Partner enttäuscht wird und ihm dennoch verzeiht, da sie nicht standhaft genug ist, um eine Trennung durchzuziehen.

## Entstehung
Bereits mit dem ebenfalls auf dem Album enthaltenen Stück SOS hatte ABBA einen großen Schritt in die Richtung ihres eigenen Stils gemacht. Mamma Mia war in weiterer Folge eine leichte Steigerung. So finden sich in der Musik kaum Einflüsse der Rockmusik der 1960er Jahre. Die Autoren und Musiker bedienten sich bei der musikalischen Ausführung einerseits des typischen Musikstils von Phil Spector, bei dem die Instrumente mehrmals auf verschiedene Spuren aufgenommen und anschließend individuell gemischt werden. Auf der anderen Seite war auch der mehrstimmige Gesangsstil der Beach Boys eine wichtige Inspirationsquelle, woraus die Komponisten Andersson und Ulvaeus eine persönliche musikalische Eigenschaft entwickelten, die seither charakteristisch für einen Großteil der berühmten ABBA-Songs ist.
Die Aufnahmen für Mamma Mia liefen vom 12. bis 16. März 1975 und waren die letzten für das Album ABBA, das am 21. April desselben Jahres veröffentlicht wurde. Dabei bedienten sich die Künstler der modernsten Studiotechnik, experimentierten mit den Instrumenten und probierten verschiedene technische Varianten aus. Es kam auch eine Marimba zum Einsatz, ein xylophon-ähnliches Schlaginstrument, die das Lied unter anderem einleitet und beendet. Andersson entdeckte eine solche Marimba im Studio und wollte zunächst nur provisorisch diverse Takte einstimmen, die jedoch gefielen und daher in das Stück integriert wurden. Vor allem dieses Instrument wurde zum Markenzeichen des Songs. Das Streicherarrangement besorgte der Orchesterleiter Sven-Olof Waldoff. Im Januar 1980 wurde das Lied mit spanischem Text aufgenommen und im Juni 1980 auf dem Album Gracias por la música veröffentlicht.

## Veröffentlichung als Single
Ursprünglich waren seitens Polar Music nach So Long, I Do, I Do, I Do, I Do, I Do und SOS keine weiteren Single-Veröffentlichungen aus dem Album ABBA geplant. Das Marketingkonzept von Stig Anderson beruhte darauf, mit einer geringeren Anzahl an Singles ein ganzes Album zu bewerben und die Nachfrage danach zu steigern, da dieses größere Gewinne erziele. Zu viele Singles führten laut Anderson zu einer Minderung der Nachfrage nach Langspielplatten und damit zu Gewinneinbußen. Daher wurde die Anfrage der für den Vertrieb in Australien zuständigen Plattengesellschaft RCA nach einer Single-Veröffentlichung von Mamma Mia zunächst abgelehnt.
Diese Anfrage war die Folge eines rapide steigenden Interesses an der Gruppe ABBA und insbesondere an Mamma Mia, dessen Musikvideo Anfang August 1975 im australischen Fernsehen ausgestrahlt worden war. Auf Drängen von zahlreichen Anrufen, die beim Fernsehsender eingingen, wurde der Clip eine Woche später ein zweites Mal gesendet. Nach weiteren Anfragen bei Polar Music erreichte RCA schließlich doch die Auskopplung von Mamma Mia auf Single, allerdings zunächst mit Beschränkung auf Australien. In ABBAs Heimatland Schweden wurde Mamma Mia nicht als Single veröffentlicht, da das Album hier bereits zuvor den gewünschten Erfolg verbuchen konnte.
B-Seiten
Die Single erschien in verschiedenen Ländern mit verschiedenen Rückseiten, die mit Ausnahme der japanischen B-Seite People Need Love alle dem Album ABBA entstammten und im Folgenden angegeben sind:
- Bang-A-Boomerang --- Türkei
- Fernando --- Mexiko
- Hey, Hey, Helen --- Australien, Neuseeland, Südafrika
- Intermezzo No. 1 (Instrumental) --- BRD, Österreich, Schweiz, Belgien, Dänemark, Norwegen, Portugal, Niederlande, Jugoslawien
- People Need Love --- Japan
- SOS --- Italien, Argentinien
- Tropical Loveland --- DDR, Spanien, Großbritannien, USA

## Kommerzieller Erfolg

### Chartplatzierungen
Da Mamma Mia auf Ansuchen von RCA Records veröffentlicht wurde, beschränkte sich der Erfolg der Single zunächst auf Australien. Sie stieg am 22. September 1975 in die Charts ein und erreichte am 3. November Platz 1, nachdem bereits die Vorgänger-Single I Do, I Do, I Do, I Do, I Do drei Wochen die Chartspitze belegt hatte. Mamma Mia hielt die Position zehn Wochen hintereinander, was sie zu einer der erfolgreichsten Singles des Jahres machte. Sie erzielte 9-fach Gold und wurde mindestens 135.000 Mal verkauft. Dieser Erfolg stellte einen bedeutenden Schritt in der Karriere von ABBA dar und trug bedeutend zur Abbamania in Australien bei.
In Großbritannien wurde Mamma Mia am 14. November 1975 ausgekoppelt und erreichte am 31. Januar 1976 Platz 1 der Charts.  Auch in Deutschland kam Mamma Mia an die Spitze der Charts und wurde laut Auszeichnungen bis 2023 mindestens 250.000 Mal verkauft. Zudem erreichte die Single Platz 1 in Irland, der Schweiz und in Costa Rica. In Belgien, Norwegen und Neuseeland kam sie auf Platz 2, in Österreich auf Platz 3 und in Südafrika auf Platz 4. In Kanada, Simbabwe, Finnland und den Niederlanden gelangte die Single in die Top 20.
| ChartsChartplatzierungen       | Höchstplatzierung | Wochen |
| ------------------------------ | ----------------- | ------ |
| Deutschland (GfK)              | 1 (24 Wo.)        | 24     |
| Österreich (Ö3)                | 3 (16 Wo.)        | 16     |
| Schweiz (IFPI)                 | 1 (25 Wo.)        | 25     |
| Vereinigte Staaten (Billboard) | 32 (8 Wo.)        | 8      |
| Vereinigtes Königreich (OCC)   | 1 (21 Wo.)        | 21     |

| ChartsJahrescharts (1976) | Platzierung |
| ------------------------- | ----------- |
| Deutschland (GfK)         | 14          |
| Österreich (Ö3)           | 16          |

### Auszeichnungen für Musikverkäufe
| Land/Region                  | Auszeichnungen für Musikverkäufe (Land/Region, Auszeichnung, Verkäufe) | Verkäufe  |
| ---------------------------- | ---------------------------------------------------------------------- | --------- |
| Dänemark (IFPI)              | Platin                                                                 | 90.000    |
| Deutschland (BVMI)           | Gold                                                                   | 300.000   |
| Italien (FIMI)               | Gold                                                                   | 25.000    |
| Neuseeland (RMNZ)            | 2× Platin                                                              | 60.000    |
| Spanien (Promusicae)         | Platin                                                                 | 60.000    |
| Vereinigtes Königreich (BPI) | 2× Platin                                                              | 1.200.000 |
| Insgesamt                    | 2× Gold · 6× Platin ·                                                  | 1.735.000 |

Hauptartikel: ABBA/Auszeichnungen für Musikverkäufe

## Coverversionen
Mamma Mia wurde mehr als 20 Mal von zahlreichen Bands wie den A*Teens, Abbacadabra und den Black Ingvars gecovert. 
A*Teens
| ChartsChartplatzierungen     | Höchstplatzierung | Wochen |
| ---------------------------- | ----------------- | ------ |
| Deutschland (GfK)            | 10 (15 Wo.)       | 15     |
| Österreich (Ö3)              | 14 (12 Wo.)       | 12     |
| Schweden (GLF)               | 1 (24 Wo.)        | 24     |
| Schweiz (IFPI)               | 9 (15 Wo.)        | 15     |
| Vereinigtes Königreich (OCC) | 12 (9 Wo.)        | 9      |

| ChartsJahrescharts (1999) | Platzierung |
| ------------------------- | ----------- |
| Schweden (GLF)            | 1           |

Auszeichnungen für Musikverkäufe

| Land/Region     | Auszeichnungen für Musikverkäufe (Land/Region, Auszeichnung, Verkäufe) | Verkäufe |
| --------------- | ---------------------------------------------------------------------- | -------- |
| Norwegen (IFPI) | Gold                                                                   | 10.000   |
| Schweden (IFPI) | 4× Platin                                                              | 120.000  |
| Insgesamt       | 1× Gold · 4× Platin ·                                                  | 130.000  |

## Trivia
Am 6. April 1999 hatte das nach dem Lied benannte Musical Mamma Mia! Premiere, das auf den bekanntesten ABBA-Liedern basiert. Dieser außerordentlich erfolgreichen Bühnenshow folgte 2008 der auf dem Musical basierende Film, der seither zu den erfolgreichsten Musicalverfilmungen zählt, sowie dessen Fortsetzung Mamma Mia! Here We Go Again im Jahr 2018. Im ersten Film wird das Stück dabei von Meryl Streep interpretiert, im zweiten von Lily James.